# 존 C. 매더
존 크롬웰 매더(영어: John Cromwell Mather, 1946년 8월 7일 ~ )는 미국의 천체 물리학자이자 우주론 학자이며 노벨 물리학상 수상자이다. 우주배경 탐사선 (Cosmic Background Explorer Satellite, COBE)에 대한 공로로 2006년에 노벨 물리학상을 조지 스무트와 함께 공동 수상하였고 코비 위성은 우주 마이크로파 배경의 흑체 복사 형태와 비등방성(anisotropy)을 최초로 측정하였다.
이 결과는 우주 생성에 관핸 대폭발 이론을 더 공고히 해주었는데 노벨상 위원회에 따르면 “코비-실험은 또한 우주론에 관한 정밀한 실험의 출발점이기도 하다”라고 밝혔다.
미국 메릴랜드에 있는 NASA 고다드 우주 비행 센터(Goddard Space Flight Center)의 선임 천체 물리학자이며 메릴랜드 대학교의 겸임 교수이다. 2007년에 타임지에서 선정한 ‘세계에서 가장 영향력 있는 100명’에 선정되기도 했다. 2013년 이후에 발사될 우주 망원경인 제임스 웹 우주 망원경(JWST; James Webb Space Telescope) 프로젝트에 참여하고 있다.

## 생애

### 교육과 초기 연구
- 1968년 스와스모어 대학교 학사, 물리학
- 1974년 캘리포니아 대학교 버클리, 박사 물리학
- 1974-76년 (NRC Postdoctoral Fellow), 컬럼비아 대학교 고다드 연구소 (Goddard Institute for Space Studies)

## 같이 보기
- 우주배경 탐사선
- 우주 마이크로파 배경
- 제임스 웨브 우주 망원경